# Courbe algébrique
Pour les articles homonymes, voir Algébrique.
En mathématiques, et plus précisément en géométrie algébrique, une courbe algébrique est une variété algébrique (ou un schéma de type fini) sur un corps, dont les composantes irréductibles sont de dimension 1. Cette définition est la généralisation moderne de celle des courbes algébriques classiques, telles que les coniques, définies, dans le cas des courbes planes, comme l'ensemble des points solutions d'une équation polynomiale.

La cubique de Tschirnhausen est une courbe algébrique de degré trois.

## Définition et exemples
Sous sa forme la plus générale, une courbe algébrique sur un corps {\displaystyle k} est une variété algébrique de dimension 1 sur {\displaystyle k}, séparée pour éviter des pathologies. En considérant les composantes irréductibles munies de la structure réduite, on se ramène aux courbes intègres. Par compactification et normalisation, on se ramène aux courbes projectives régulières, ce qui est la situation le plus couramment abordée. En dehors des variétés algébriques de dimension 0 qui se réduisent aux algèbres finies sur un corps, les courbes sont les premières variétés algébriques non triviales.

### Courbes rationnelles
On appelle courbe rationnelle, ou encore courbe unicursale, toute courbe birationnellement équivalente à une droite (projective), que l'on peut identifier au corps des fractions rationnelles à une indéterminée, k(x). Si k est algébriquement clos, c'est équivalent à être une courbe de genre zéro ; cependant, le corps
R(x,y) avec x2 + y2 = −1 est une courbe de genre zéro qui n'est pas un corps de fonctions rationnelles.
Concrètement, une courbe rationnelle de dimension n sur k peut être paramétrée (sauf pour des points isolés exceptionnels) au moyen de n fonctions rationnelles définies à l'aide d'un unique paramètre t ; multipliant par les dénominateurs communs, on se ramène à
n+1 fonctions polynomiales dans un espace projectif.
Les premiers exemples sont :
- la droite affine {\displaystyle \mathbb {A} _{k}^{1}} dont les points rationnels correspondent à l'ensemble {\displaystyle k}. C'est une courbe algébrique affine ;
- la droite projective {\displaystyle \mathbb {P} _{k}^{1}} dont les points rationnels correspondent à la droite projective ordinaire {\displaystyle \mathbb {P} ^{1}(k)}, c'est-à-dire l'ensemble des droites de l'espace vectoriel {\displaystyle k^{2}}. C'est la courbe projective la plus simple.

Toute conique définie sur k et ayant un point rationnel dans k est une courbe unicursale, qui peut être paramétrée en déterminant l'autre intersection de la courbe avec une droite de pente t passant par le point rationnel, ceci donnant un polynôme de degré 2 à coefficients k-rationnels ayant une racine k-rationnelle ; l'autre racine est donc également rationnelle.

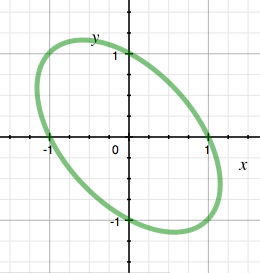
Courbe rationnelle d'équation x^{2} + xy + y^{2} = 1 : une ellipse.

Considérons par exemple l'ellipse x2 + xy + y2 = 1, pour laquelle (−1, 0) est un point rationnel. La droite de pente t passant par (−1, 0) a pour équation y = t(x + 1). Substituant et résolvant en x, on obtient
{\displaystyle x={\frac {1-t^{2}}{1+t+t^{2}}}}, et donc {\displaystyle y=t(x+1)={\frac {t(t+2)}{1+t+t^{2}}}} ;
cette paramétrisation rationnelle montre que l'ellipse est une courbe unicursale. Tous les points de l'ellipse sont ainsi obtenus, sauf le point (−1, 1), qui correspond à t = ∞ ; la courbe entière est donc paramétrée par la droite projective réelle (ou, plus généralement, par k complété par un point à l'infini ; si l'on se place dans le cas complexe, c'est une paramétrisation par la sphère de Riemann).
Ces paramétrisations permettent de résoudre des équations diophantiennes homogènes. Ainsi, à partir des équations précédentes, on obtient
{\displaystyle X=1-t^{2},\quad Y=t(t+2),\quad Z=t^{2}+t+1\,\!}
et ces nombres vérifient
{\displaystyle X^{2}+XY+Y^{2}=Z^{2}\,\!} ;
X, Y et Z sont entiers si t est entier, et le paramétrage précédent permet de montrer qu'il n'y a pas d'autres solutions entières. Ainsi, appliquant le théorème d'Al-Kashi, on construit tous les triangles à côtés entiers dont l'un des angles est 60°, comme le triangle de côtés 3, 7, et 8 (obtenu en prenant t = 2) puisque 82 − 3×8 + 32 = 72.
De nombreuses autres courbes classiques sont unicursales ; c'est le cas du folium de Descartes, de la deltoïde ou des courbes de Lissajous; voici (en anglais) une liste plus complète.

### Courbes elliptiques
Une courbe elliptique peut être définie comme une courbe algébrique de genre 1 ayant un point rationnel : elles ont toutes pour modèle commun les cubiques non singulières. On prend souvent dans ce cas comme point rationnel un point d'inflexion à l'infini ; cela revient à écrire la courbe sous la forme de Tate-Weierstrass, dont la version projective est
{\displaystyle y^{2}z+a_{1}xyz+a_{3}yz^{2}=x^{3}+a_{2}x^{2}z+a_{4}xz^{2}+a_{6}z^{3}.\,\!}
Les courbes elliptiques sont munies d'une structure de groupe abélien, le point distingué étant l'élément neutre du groupe ; dans le modèle cubique, trois points sont de somme nulle (pour la loi du groupe) si et seulement s'ils sont colinéaires. Pour les courbes elliptiques définies dans le plan complexe, le groupe est isomorphe au quotient du groupe additif des complexes par le réseau des périodes fondamentales de la fonction elliptique correspondante.

### Courbes de genre > 1
Les courbes de genre supérieur à 1 sont qualitativement différentes des précédentes. Définies sur les rationnels, le théorème de Faltings montre qu'elles ne peuvent avoir qu'un nombre fini de points rationnels ; elles peuvent être munies d'une structure hyperbolique. Des exemples importants sont les courbes hyperelliptiques, la quartique de Klein, et la courbe de Fermat (en) {\displaystyle x^{n}+y^{n}=z^{n}}, avec {\displaystyle n\geq 3}.
Dans toute la suite, sauf dans la dernière section, on se placera dans le cadre des courbes projectives irréductibles et lisses {\displaystyle C} sur un corps {\displaystyle k}. On sait que cela implique que {\displaystyle C} est régulière. Pour simplifier on suppose de plus que {\displaystyle O_{C}(C)=k} (donc {\displaystyle C} reste irréductible sur la clôture algébrique de {\displaystyle k}).

## Correspondance entre courbes et corps de fonctions
Pour toute courbe (projective régulière et irréductible), son corps des fonctions rationnelles {\displaystyle K(C)} est un corps de fonctions d'une variable.
Si {\displaystyle f:C\to D} est un morphisme entre deux courbes (projectives régulières irréductibles), il est soit constant, soit dominant. Dans ce dernier cas, {\displaystyle f} induit un morphisme des corps des fonctions rationnelles {\displaystyle K(D)\to K(C)} qui fait de {\displaystyle K(C)} une extension finie de {\displaystyle K(D).}
On obtient ainsi un foncteur de la catégorie des courbes projectives régulières irréductibles, dont les morphismes sont les morphismes non-constants de {\displaystyle k}-schémas, vers la catégorie des corps de fonctions d'une variable, dont les morphismes sont les morphismes de {\displaystyle k}-extensions.
Théorème — Le foncteur ci-dessus est une équivalence de catégories.
Concrètement, cela veut dire que la donnée d'une courbe est équivalente à la donnée de son corps de fonctions, et que la donnée de morphismes non-constant est équivalente à la donnée d'extensions finies de corps de fonctions.
Note : si {\displaystyle k} n'est pas parfait, il existe des corps de fonctions d'une variable qui ne soient pas des corps des fonctions rationnelles de courbes projectives lisses irréductibles. En revanche, si {\displaystyle k} est parfait, il n'y a pas de distinction entre régulier et lisse.
Définition — Soit {\displaystyle f:\,C\to D} un morphisme non-constant. On appelle degré  de {\displaystyle f} le degré de l'extension de corps {\displaystyle K(C)/K(D)} correspondante. Un morphisme est degré 1 si et seulement si c'est un isomorphisme.

## Diviseurs
Un diviseur sur {\displaystyle C} est une somme (formelle) finie {\displaystyle D=\sum _{x}a_{x}[x]} à coefficients {\displaystyle a_{x}} entiers, indexée par des points (fermés) {\displaystyle x} de {\displaystyle C}. Les {\displaystyle a_{x}} sont tous nuls sauf pour un nombre fini d'entre eux. Le coefficient {\displaystyle a_{x}} se note aussi {\displaystyle v_{x}(D)}. C'est la valuation de {\displaystyle D} en {\displaystyle x}. L'ensemble des diviseurs forment un groupe abélien libre {\displaystyle Z^{1}(C)} dont une base est constituée des classes {\displaystyle [x]}, {\displaystyle x\in C}. Un diviseur {\displaystyle D} est dit effectif si les coefficients qui interviennent {\displaystyle a_{x}} sont tous positifs ou nuls.
On définit le degré de {\displaystyle D} par
où {\displaystyle k(x)} est le corps résiduel en {\displaystyle x_{i}}, extension finie de {\displaystyle k} par le théorème des zéros de Hilbert. L'application degré est un morphisme de groupes {\displaystyle Z^{1}(X)\to \mathbb {Z} }. Le noyau de ce morphisme {\displaystyle Z_{0}^{1}(X)} est donc un groupe.
Il y a un type particulièrement important de diviseurs, les diviseurs principaux. Il s'agit des diviseurs {\displaystyle (f)} associés aux fonctions rationnelles non nulles {\displaystyle f\in K(C)}. Par définition, {\displaystyle (f)=\sum _{x}\mathrm {ord} _{x}(f)[x],}
où {\displaystyle \mathrm {ord} _{x}(f)} est l'ordre d'annulation de {\displaystyle f} en {\displaystyle x} si {\displaystyle f} est régulière en {\displaystyle x}, et c'est l'opposé de son ordre de pôle sinon.
On montre que tout diviseur principal est de degré {\displaystyle 0}. L'ensemble des diviseurs principaux forment un sous-groupe du groupe {\displaystyle Z_{0}^{1}(C)}. Le quotient {\displaystyle \mathrm {Pic} ^{0}(C)} de {\displaystyle Z_{0}^{1}(C)} par les diviseurs principaux s'injecte dans {\displaystyle J(k)}, où {\displaystyle J} est la jacobienne de {\displaystyle X}. C'est un isomorphisme si {\displaystyle k} est algébriquement clos ou si {\displaystyle C} a un point rationnel.
On dit que deux diviseurs sur {\displaystyle C} sont linéairement équivalents s'ils diffèrent par un diviseur principal.
Si {\displaystyle D} est un diviseur, on lui associe un faisceau inversible {\displaystyle O_{C}(D)} sur {\displaystyle C} de la manière suivante: pour tout ouvert affine {\displaystyle U} de {\displaystyle C}, {\displaystyle O_{C}(D)(U)} est égal à l'union de 0 avec l'ensemble des fonctions rationnelles non-nulles
{\displaystyle f} vérifiant {\displaystyle \mathrm {ord} _{x}(f)+a_{x}\geq 0} pour tout {\displaystyle x\in U}.
Inversement, tout faisceau inversible est isomorphe à un {\displaystyle O_{C}(D)}, {\displaystyle D} étant unique à équivalence linéaire près.
Diviseur canonique — Le faisceau des formes différentielles {\displaystyle \Omega _{C/k}} sur {\displaystyle C} est un faisceau inversible. C'est le fibré cotangent sur {\displaystyle C}. Il lui correspond donc un diviseur {\displaystyle K}, unique à équivalence linéaire près. Un tel diviseur est appelé un diviseur canonique de {\displaystyle C}.

## Théorème de Riemann-Roch
Le théorème de Riemann-Roch donne une estimation de la dimension de l'espace des fonctions rationnelles à pôles contrôlés par un diviseur donné. C'est un résultat fondamental dans l'étude des courbes algébriques. Concrètement, on se donne des points {\displaystyle x_{1},\ldots ,x_{r}} dans {\displaystyle C}, et on leur affecte des coefficients entiers {\displaystyle n_{1},\ldots ,n_{r}}. Soit {\displaystyle D} le diviseur somme des {\displaystyle n_{i}[x_{i}]}. Alors {\displaystyle L(D)} est par définition l'ensemble des fonctions rationnelles {\displaystyle f} nulle ou vérifiant l'inégalité {\displaystyle \mathrm {ord} _{x_{i}}(f)\geq -n_{i}} pour tout {\displaystyle i} (plus synthétiquement : {\displaystyle (f)\geq -D}). C'est un espace vectoriel sur le corps de base {\displaystyle k}, de dimension finie que l'on note {\displaystyle l(D)}. On a les propriétés suivantes :
- Si {\displaystyle D} et {\displaystyle D'} sont linéairement équivalentes, alors {\displaystyle l(D)=l(D')}.
- {\displaystyle l(D)\leq 1+\deg D}. En particulier, {\displaystyle l(D)=0} si {\displaystyle \deg D} est négatif.
- {\displaystyle l(D)\geq 1} si et seulement si {\displaystyle D} est linéairement équivalent à un diviseur effectif.
- {\displaystyle l(D)\geq \deg D+1-g}, où {\displaystyle g} est le genre de la courbe, défini comme étant {\displaystyle l(K)}. C'est la forme faible du théorème de Riemann-Roch.

Théorème de Riemann-Roch — On a l'égalité
Corollaire :
- on a {\displaystyle \deg K=2g-2} ;
- si {\displaystyle \deg D\geq 2g-1}, alors {\displaystyle l(D)=\deg D+1-g}.

Définition — Une courbe hyperelliptique est une courbe de genre au moins 2, dont le corps de fonction est une extension (nécessairement séparable) de degré 2 du corps des fractions rationnelles {\displaystyle k(x)}. Cela revient donc à dire que {\displaystyle C} admet un morphisme de degré 2 vers {\displaystyle {\mathbb {P} ^{1}}}. Attention cependant que certains auteurs appellent plus généralement courbes hyperelliptiques celles qui admettent un tel morphisme défini sur la clôture algébrique de {\displaystyle k}.
Exemples
- Une courbe projective plane donnée par une équation homogène de degré {\displaystyle n} est de genre {\displaystyle (n-1)(n-2)/2}.
- Une courbe hyperelliptique correspondant à une extension {\displaystyle y^{2}=f(x)} (en caractéristique différente de 2) avec {\displaystyle f(x)\in k[x]} séparable de degré {\displaystyle d}, est de genre {\displaystyle g=[(d-1)/2]}. Une base des formes différentielles est donnée par {\displaystyle dx/y,\ldots ,x^{g}dx/y}.
- Sur la droite projective, le diviseur canonique est linéairement équivalent à {\displaystyle -2[x]} si {\displaystyle x} est un point rationnel quelconque.

## Classification des courbes projectives lisses
Un premier invariant pour distinguer les courbes algébriques entre elles est le genre, qui rappelons-le, est la dimension de l'espace vectoriel des formes différentielles sur la courbe. C'est donc un entier positif ou nul.

### Les courbes de petit genre
- On a {\displaystyle g(C)=0} si et seulement si {\displaystyle C} est une conique (non-dégénérée). Une conique est isomorphe (en tant que variété algébrique) à la droite projective si et seulement si elle possède un point rationnel. Le diviseur canonique sur une courbe de genre 1 est le diviseur nul.
- Si {\displaystyle g(C)=1} et si {\displaystyle C} a un point rationnel, alors {\displaystyle C} possède une structure de courbe elliptique. Dans le cas général, la jacobienne {\displaystyle J} de {\displaystyle C} est une courbe elliptique et {\displaystyle C} est un torseur (espace homogène principal) sous {\displaystyle J} (grosso modo, {\displaystyle J} opère transitivement et librement sur {\displaystyle C}).
- Si {\displaystyle g(C)=2}, alors {\displaystyle C} est une courbe hyperelliptique.
- Pour tout {\displaystyle g\geq 0}, il existe une courbe de genre {\displaystyle g}. Pour {\displaystyle g>1}, il suffit de considérer une courbe hyperelliptique définie par {\displaystyle y^{2}+ay=f(x)} avec {\displaystyle f(x)\in k[x]} séparable de degré {\displaystyle 2g+1} et {\displaystyle a=1} ou 0, selon que {\displaystyle k} est de caractéristique 2 ou non.
- Les courbes de genre 3 sont soit hyperelliptique sur la clôture algébrique de {\displaystyle k}, soit une courbe plane de degré 4.

### Espace de modules des courbes de genreg
Un espace de modules est une variété algébrique ou plus généralement un schéma dont les points correspondent à une classe d'objets provenant de la géométrie algébrique. Un espace de module est dit fin lorsqu'il représente un foncteur de la catégorie des variétés algébriques dans la catégorie des ensembles.
Fixons le corps de base {\displaystyle k} et un genre {\displaystyle g}. On peut considérer l'ensemble {\displaystyle C_{g}} des classes d'isomorphes des courbes de genre {\displaystyle g} sur {\displaystyle k}. On montre qu'il existe une variété algébrique intègre, normale et quasi-projective {\displaystyle M_{g}} sur {\displaystyle k} tel qu'il existe une application naturelle {\displaystyle C_{g}\to M_{g}(k)} (naturelle veut dire une compatibilité avec les extensions de corps de base), qui soit une bijection sur un corps algébriquement clos. Cette variété s'appelle l'espace de modules des courbes de genre {\displaystyle g}. Elle est de dimension 0 si {\displaystyle g=0}, de dimension 1 (et même isomorphe à la droite affine) si {\displaystyle g=1} (sur un corps algébriquement clos, toute courbe de genre 1 est une courbe elliptique, et sa classe d'isomorphisme est détermnée par l'invariant modulaire {\displaystyle j}). En genre au moins 2, {\displaystyle M_{g}} est de dimension {\displaystyle 3g-3}. Moralement, il suffit de {\displaystyle 3g-3} paramètres (et des relations algébriques) pour décrire l'ensemble des courbes de genre {\displaystyle g}.
L'espace de modules {\displaystyle M_{g}} est dit grossier car il ne représente pas le foncteur des courbes projectives lisses de genre {\displaystyle g} (lequel foncteur n'est tout simplement pas représentable), mais ses points sur un corps algébriquement clos sont en bijection avec l'ensemble {\displaystyle C_{g}}, et la variété est en un sens minimal pour cette propriété.
Notons que contrairement aux surfaces topologiques, ce qui précède dit que le genre (à partir de 1) ne détermine absolument pas la courbe à isomorphisme près.

## Groupe des automorphismes
Tout automorphisme de {\displaystyle C} se prolonge en un automorphisme de {\displaystyle C_{\bar {k}}}. On se limite donc aux courbes sur un corps {\displaystyle k} algébriquement clos.
- Le groupe des automorphismes de la droite projective est isomorphisme au groupe des homographies {\displaystyle PGL_{2}(k)}.
- Supposons {\displaystyle C} de genre 1 et désignons arbitrairement un point {\displaystyle x_{0}}. Pour éviter les confusions possibles, on va noter par {\displaystyle E} la courbe elliptique constituée de {\displaystyle C} avec {\displaystyle x_{0}} comme élément neutre. Alors le groupe {\displaystyle \mathrm {Aut} (C)} s'insère dans une suite exacte

la dernière flèche envoyant un automorphisme {\displaystyle \sigma } sur {\displaystyle \sigma (x_{0})}. Le groupe {\displaystyle \mathrm {Aut} (E)} est en général le groupe cyclique d'ordre 2, et peut être exceptionnellement cyclique d'ordre 4 ou 6. Si le corps est de caractéristique 2 ou 3, ce groupe peut aussi être d'ordre 12 ou 24.
- Si {\displaystyle C} est de genre {\displaystyle g>1}, alors {\displaystyle \mathrm {Aut} (C)} est un groupe fini. Si de plus, le corps de base est caractéristique nulle, alors l'ordre du groupe est borné par {\displaystyle 84(g-1)=42\deg K}. En caractérisitique positive cette borne linéaire n'est plus valable. Il faut lui substituer une borne polynomiale du type {\displaystyle cg^{4}} avec une constante explicite {\displaystyle c} de l'ordre de 14x16.
- Si {\displaystyle g>2} et si {\displaystyle C} est suffisamment générale, alors {\displaystyle \mathrm {Aut} (C)} est trivial. Plus précisément, il existe un ouvert dense {\displaystyle U} de l'espace de modules {\displaystyle M_{g}} tel que la conclusion ci-dessus tienne pour toute courbe induisant un point dans {\displaystyle U}.

## Plongement dans un espace projectif
- Sur un corps infini, toute courbe projective lisse se plonge dans {\displaystyle \mathbb {P} ^{3}}.

De façon plus canonique :
- - si {\displaystyle g>2}, le diviseur canonique induit un plongement dans {\displaystyle \mathbb {P} ^{g-1}} si et seulement si la courbe n'est pas hyperelliptique (sur {\displaystyle {\bar {k}}}).
  - si {\displaystyle g>1}, alors {\displaystyle 3K} (qui correspond à la puissance tensorielle {\displaystyle \Omega _{C/k}^{\otimes 3}}) induit un plongement de la courbe dans {\displaystyle {\mathbb {P} }^{5g-6}}.

## Courbes sur des corps particuliers

### Sur les corps globaux
Mordell-Weil, Mordell

### Sur les corps finis
Comptage des points : hypothèse de Riemann sur un corps fini.

## Cas général

### Régularité
Soit X une variété algébrique intègre de dimension 1. Alors les propriétés suivantes sont équivalentes
- X est normale (c'est-à-dire que pour tout ouvert affine U, l'anneau OX(U) est intégralement clos) ;
- OX(U) est un anneau de Dedekind pour tout ouvert affine U ;
- l'anneau local OX,x est un anneau de valuation discrète pour tout point fermé x ;
- X est une variété algébrique régulière, c'est-à-dire que OX,x est un anneau local régulier pour tout point x.

Si le corps de base k est parfait, ces propriétés sont équivalentes à
- X est non singulière (ou lisse), c'est-dire qu'après extension du corps de base à la clôture algébrique de k, la variété est régulière.

### Projectivité
Une courbe algébrique est projective si et seulement si elle est propre. Elle est propre si et seulement si chaque composante irréductible est propre. Une courbe irréductible est propre si et seulement si elle n'est pas affine.[source insuffisante]
Ainsi une courbe algébrique intègre est soit affine, soit projective.

### Courbes singulières ou non projectives
Si {\displaystyle C} est une courbe algébrique séparée, alors elle est quasi-projective. Si aucune de ses composantes irréductibles n'est projective, alors elle est affine.
Une courbe peut présenter des singularités, au si on prend sa normalisation {\displaystyle C'}, alors {\displaystyle C'\to C} est un morphisme fini surjectif,
et {\displaystyle C'} est une courbe régulière.